# 只有你聽到 CALLING YOU
《只有你聽到 CALLING YOU》是日本小說家乙一的輕小說。是收錄了3部作品的短篇集。由角川Sneaker文庫出版。2003年廣播劇化，之後陸續改編為漫畫及真人版電影。

## 收錄作品
- Calling You
- 傷 -KIZ/KIDS-
- 花之歌

## 漫画
- 「只有你聽得到 CALLING YOU」（全一冊。作畫：都築せつり，同時收錄「傷-KIZ/KIDS-」）
- 「只有你聽得到」（全一冊。作畫：清原紘）

## 電影『只有你聽得到』
以原作『Calling You』為基礎，以『只有你聽得到』為題的電影版。2007年6月16日日本上映。

### 演員
- 相原涼：成海璃子
- 野崎真也：小出惠介
- 原田涼：片瀨那奈
- 保健老師：羽田實加
- 山口老師：高田延彥
- 相原美樹：坂田梨香子
- 相原哲司：中野英雄
- 相原伸子：古手川祐子
- 戶田：岩城滉一（特別演出）
- 野崎幸：八千草薰

### 主題歌
- DREAMS COME TRUE 「只有你聽得到」

## 電影『KIDS』
以原作『傷 -KIZ/KIDS-』為基礎，以『KIDS』為題的電影版。2008年2月2日日本上映。

### 演員
- 安里：小池徹平（幼少：飛田光里）
- 武雄：玉木宏（幼少：桑代貴明）
- 志穗：栗山千明
- 小野響子：齊藤由貴
- 神田幸助：泉谷茂
- 永岡佑
- 仲野茂
- 小倉史也
- 福原遙
- 古田大虎
- 細田羅夢

### 主題歌
- 槙原敬之「Firefly〜僕は生きていく」

## 廣播劇「只有你聽到 CALLING YOU」
以原作『Calling You』為基礎，以『只有你聽得到 CALLING YOU』為題的廣播劇於2003年發售。乙一本人也參加編劇，不過，與原作相比做了相當的變動。

### 演員
- 相原涼：新谷良子
- 野崎真也：入野自由
- 女學生：水野理紗
- 女學生：須加美樹
- 女學生：西原優子
- 小涼的母親：尾小平志津香
- 老奶奶：田畑百合
- 岡崎：豊永利行
- 國語老師：下崎紘史
- 體育老師：岩崎征實
- 生物老師：竹本英史
- 司機：近藤孝行

### 工作人員
- 演出：郷田穗積
- 脚本：乙一、大坂尚子
- 繪圖：羽住都

## 外部連結
- 電影版『只有你聽得到』官方網站 （页面存档备份，存于）
- 電影版『KIDS』官方網站